# 赫爾希嶺
77°40′S 147°10′W / 77.667°S 147.167°W
赫爾希嶺（英語：Hershey Ridge）是南極洲的山嶺，位於瑪麗伯德地，全長56公里，從麥金利峰延伸至海恩斯山脈，屬於福特山脈的一部分，在1934年由美國探險隊發現，以該國地質學家命名。